# Браунинг М2
Браунинг М2 је тешки митраљез дизајниран пред крај Првог свјетског рата од стране Џона Браунинга. Дизајн је сличан ранијем Браунинговом митраљезу, који је био дизајниран за калибар 0,30 инча (7,62 мм). M2 користи много већи и моћнији .50 BMG (12.7 mm) калибар, који је разивијен упоредо и и своје име носи по самом оружју (BMG значи Browning machine gun). Означен је као "Ma Deuce", у односу на његову M2 номенклатуру. Дизајн је имао много специфичних ознака; званична америчка војна ознака за тренутни пјешадијски тип је Browning Machine Gun, Cal. .50, M2, HB, Flexible. Ефикасан је против пјешадије, неоклопљених или лако оклопних возила и чамаца, лаких утврђења и нисколетаних авиона.
Браунинг M2 се од 1930-их до данас у великој мјери користи као оружје за возила и за наоружање авиона. Највише се користио током Другог свјетског рата, Корејског рата, Вијетнамског рата, Фолкландског рата,  Совјетске инвазије, Заливског рата, рата у Ираку, и рата у Авганистану 2000-их и 2010-их. То је примарни тешки митраљез НАТО држава, а коистиле су је у многе друге земље. М2 се користи дуже од било ког наоружања у америчком инвентару осим М1911 пиштоља, који је такође дизајнирао Џон Браунинг.
Тренутни M2ХБ проиводе америче компаније General Dynamics Ohio Ordnance Works, и U.S. Ordnance за потребе америчке владе, и за савезнике путем Foreign Military Sales, као и од страних произвођача као што је Херстал.

## Kaрактеристике
Браунинг M2 je ваздушно хлађен митраљез. M2 пуца из затвореног затварача, који ради на принципу кратког трзања цеви. Репозиционирањем неких саставних делова, муниција се може напајати са леве или десне стране.  M2 користи.50 BMG калибар, који нуди велики домет, прецизност, и огромну моћ засутављања. Циклус испаљивања затвиреног затварача учинио је M2 употребљивим као синхронизовани митраљез на авионима прије и током Другог свјетског рата, као и на раним верзијама ловца Curtiss P-40.
M2 има различите цикличне брзине паљбе, у зависности од модела. M2ХБ (тешка цијев) ваздушно хлађени митраљез има цикличну брзину паљбе од 450–575 метака у минути. Рани M2 водено хлађени AA митраљези су имали цикличну брзину паљбе од 450–600 мет/мин. Авионски митраљез АН/М2 има цикличну брзину паљбе од 750–850 мет/мин; ово се повећава на 1,200 мет/мин AН/M3 авионске митраљезе. Ове максималне брзине паљбе се генерално не постижу у пракси, јер ће непрекидна ватра при тој брзини истрошити отвор у року од неколико хиљада метака, што захтева замјену. Поред потпуно аутоматског, M2ХБ се може изабрати да испаљује појединачне метке или са мање од 40 метака у минути или брзу паљбу више од 40 метака у минути. Режими спорог и брзог пувања користе рафале од 5–7 метака са различитим дужинама паузе између рафала.

## Варијанте

### М2ХБ
М2ХБ је изведен из оригиналног М2 модела који је користио водено хлађење. М2ХБ има „тешку цијев“ умјесто воденог хлађења. Храни се ременом и њиме се управља помоћу рукохвата и лептирастог окидача. М2ХБ има промјенљиву цијев. Новији модели су опремљени шинама за монтажу оптике.

### М2А1
Варијанта М2А1 укључује нове модерне карактеристике и побољшања дизајна која га чине лакшом и безбеднијом за употребу, укључујући цијев за брзу промјену, фиксни простор за главу и време и нови скривач пламена који смањује пламен оружја за 95 процената ноћу и ручку за ношење која се може уклонити.

## Корисници
Породица М2 је широко коришћена у иностранству, првенствено у својој основној пјешадијској конфигурацији. Слиједи кратка листа ознака за оружје породице М2:
| Држава                      | НАТО чланица     | Ознака                                                                                | Опис |
| --------------------------- | ---------------- | ------------------------------------------------------------------------------------- | --- |
| Аргентина                   | Не               | M2HB                                                                                  | Браунинг М2HB митраљез |
| Аустралија                  | Глобални партнер | M2HB-QCB                                                                              | Браунинг М2HB митраљез |
| Аустрија                    | Не               | üsMG M2                                                                               | Браунинг М2HB митраљез |
| Бахреин                     | Не               |                                                                                       | Браунинг М2HB митраљез |
| Бангладеш                   | Не               | K6 (Imported from South Korea)                                                        | Браунинг М2HB митраљез |
| Белгија                     | Да               |                                                                                       | Браунинг М2HB митраљез |
| Бенин                       | Не               |                                                                                       | Браунинг М2HB митраљез |
| Боливија                    | Не               |                                                                                       | Браунинг М2HB митраљез |
| Бразил                      | Не               | mtr .50 M2 HB "BROWNING" and M3                                                       | Браунинг М2HB митраљез |
| Бугарска                    | Да               |                                                                                       | Браунинг М2HB митраљез |
| Буркина Фасо                | Не               |                                                                                       | Браунинг М2HB митраљез |
| БиХ                         | Не               |                                                                                       | Браунинг М2HB митраљез |
| Бурунди                     | Не               |                                                                                       | Браунинг М2HB митраљез |
| Камерун                     | Не               |                                                                                       | Браунинг М2HB митраљез |
| Канада                      | Да               | FN M2HB-QCB, GAU-21                                                                   | Браунинг М2HB митраљез |
| Централноафричка Република  | Не               |                                                                                       | Браунинг М2HB митраљез |
| Чад                         | Не               |                                                                                       | Браунинг М2HB митраљез |
| Чиле                        | Не               |                                                                                       | Браунинг М2HB митраљез |
| Колумбија                   | Глобални партнер |                                                                                       | Браунинг М2HB митраљез |
| Обала Слоноваче             | Не               |                                                                                       | Браунинг М2HB митраљез |
| Хрватска                    | Да               |                                                                                       | Браунинг М2HB митраљез |
| Демократска Република Конго | Не               |                                                                                       | Браунинг М2HB митраљез |
| Данска                      | Да               | m/50 TMG                                                                              | Браунинг М2HB митраљез |
| Данска                      | Да               | M/2001 TMG                                                                            | 12.7 × 99 mm FNH M2HB-QCB |
| Данска                      | Да               | 12.7 × 99 mm FNH M3M митраљез                                                         | |
| Чешка                       | Да               |                                                                                       | 12.7 × 99 mm FNH M2HB-QCB |
| Џибути                      | Не               |                                                                                       | 12.7 × 99 mm Browning M2HB митраљез |
| Доминиканска Република      | Не               |                                                                                       | 12.7 × 99 mm Browning M2HB митраљез |
| Еквадор                     | Не               |                                                                                       | 12.7 × 99 mm Browning M2HB митраљез |
| Египат                      | Не               |                                                                                       | 12.7 × 99 mm Browning M2HB митраљез |
| Салвадор                    | Не               |                                                                                       | 12.7 × 99 mm Browning M2HB митраљез |
| Естонија                    | Да               | Browning M2 sometimes as Raskekuulipilduja Browning M2                                | 12.7 × 99 mm Browning M2HB. Обично се монтира на возила, као што су pasi XA-180 and XA-188, али је у употреби и верзија са троношцем.                    |
| Етиопија                    | Не               |                                                                                       | 12.7 × 99 mm Browning M2HB митраљез |
| Француска                   | Да               | MIT 50 (Mitrailleuse cal. 50)                                                         | 12.7 × 99 mm Browning M2HB митраљез |
| Финска                      | Не               | 12,7 RSKK 2005                                                                        | 12.7 × 99 mm Browning M2HB митраљез у заштитним даљинским оружним станицама у Patria AMV оклопним возилима                                               |
| Габон                       | Не               |                                                                                       | 12.7 × 99 mm Browning M2HB митраљез |
| Гамбија                     | Не               |                                                                                       | 12.7 × 99 mm Browning M2HB митраљез |
| Гана                        | Не               |                                                                                       | 12.7 × 99 mm Browning M2HB митраљез |
| Грузија                     | Не               |                                                                                       | |
| Њемачка                     | Да               | M3M, MG50                                                                             | Произвео FN Herstal. |
| Грчка                       | Да               |                                                                                       | 12.7 × 99 mm Browning M2HB митраљез |
| Гватемала                   | Не               |                                                                                       | 12.7 × 99 mm Browning M2HB митраљез |
| Хондурас                    | Не               |                                                                                       | 12.7 × 99 mm Browning M2HB митраљез |
| Индија                      | Не               |                                                                                       | 12.7 × 99 mm Browning M2HB митраљез |
| Индонезија                  | Не               |                                                                                       | 12.7 × 99 mm Browning M2HB митраљез |
| Иран                        | Не               |                                                                                       | 12.7 × 99 mm Browning M2HB митраљез |
| Ирак                        | Не               |                                                                                       | 12.7 × 99 mm Browning M2HB митраљез |
| Ирска                       | Не               | .5 Heavy Machine Gun (HMG)                                                            | 12.7 × 99 mm Browning M2HB митраљез |
| Израел                      | Не               | מק"כ 0.5                                                                              | 12.7 × 99 mm M2HB-QCB, коришћен од стране свих копнених снага (пјешадија, оклопна борбена возила и тенкови) и поморске снаге                             |
| Италија                     | Да               |                                                                                       | 12.7 × 99 mm Browning M2HB митраљез |
| Обала Слоноваче             | Не               |                                                                                       | 12.7 × 99 mm Browning M2HB митраљез |
| Јамајка                     | Не               |                                                                                       | 12.7 × 99 mm Browning M2HB митраљез |
| Јапан                       | Не               | 12.7mm Heavy Machine Gun M2                                                           | 12.7 × 99 mm Browning M2HB митраљез |
| Јордан                      | Не               |                                                                                       | 12.7 × 99 mm Browning M2HB митраљез |
| Катанга                     | Не               |                                                                                       | 12.7 × 99 mm Browning M2HB митраљез |
| Јужна Кореја                | Не               | K6 (standard HMG), MG50 (се постепено укида), M3M (коришћен од стране Cheonghae Unit) | 12.7 × 99 mm Browning M2HB са додатним модификацијама; лиценциран од стране Yeohwa Shotgun                                                               |
| Кувајт                      | Не               |                                                                                       | 12.7 × 99 mm Browning M2HB митраљез |
| Либан                       | Не               |                                                                                       | 12.7 × 99 mm Browning M2HB митраљез |
| Лесото                      | Не               |                                                                                       | 12.7 × 99 mm Browning M2HB митраљез |
| Либерија                    | Не               |                                                                                       | 12.7 × 99 mm Browning M2HB митраљез |
| Либија                      | Не               |                                                                                       | 12.7 × 99 mm Browning M2HB и M3 митраљези |
| Летонија                    | Да               | M2HB-QCB                                                                              | 12.7 × 99 mm Browning M2HB митраљез |
| Литванија                   | Да               |                                                                                       | 12.7 × 99 mm Browning M2HB митраљез |
| Луксембург                  | Да               | Mitrailleuse .50 M2 HB                                                                | 12.7 × 99 mm Browning M2HB митраљез |
| Мадагаскар                  | Не               |                                                                                       | 12.7 × 99 mm Browning M2HB митраљез |
| Малезија                    | Не               |                                                                                       | 12.7 × 99 mm Browning M2HB митраљез |
| Мауританија                 | Не               |                                                                                       | 12.7 × 99 mm Browning M2HB митраљез |
| Маурицијус                  | Не               |                                                                                       | 12.7 × 99 mm Browning M2HB митраљез |
| Мексико                     | Не               |                                                                                       | 12.7 × 99 mm Browning M2HB митраљез |
| Мароко                      | Не               |                                                                                       | 12.7 × 99 mm Browning M2HB митраљез |
| Мијанмар                    | Не               |                                                                                       | 12.7 × 99 mm Browning M2HB митраљез |
| Холандија                   | Да               |                                                                                       | 12.7 × 99 mm Browning M2HB митраљез |
| Нови Зеланд                 | Глобални партнер |                                                                                       | 12.7 × 99 mm Browning M2HB митраљез |
| Никарагва                   | Не               |                                                                                       | 12.7 × 99 mm Browning M2HB митраљез |
| Нигер                       | Не               |                                                                                       | 12.7 × 99 mm Browning M2HB митраљез |
| Нигерија                    | Не               |                                                                                       | 12.7 × 99 mm Browning M2HB митраљез |
| Норвешка                    | Да               | 12,7 mitraljøse                                                                       | 12.7 × 99 mm Browning M2HB митраљез |
| Оман                        | Не               |                                                                                       | 12.7 × 99 mm Browning M2HB митраљез |
| Пакистан                    | Global Partner   |                                                                                       | 12.7 × 99 mm Browning M2HB митраљез |
| Панама                      | Не               |                                                                                       | 12.7 × 99 mm Browning M2HB митраљез |
| Парагвај                    | Не               |                                                                                       | 12.7 × 99 mm Browning M2HB митраљез |
| Перу                        | Не               |                                                                                       | 12.7 × 99 mm Browning M2HB митраљез |
| Филипини                    | Не               |                                                                                       | 12.7 × 99 mm Browning M2HB митраљез |
| Пољска                      | Да               | GAU-21                                                                                | 12.7 × 99 mm Browning M2HB митраљез |
| Португал                    | Да               | m/951                                                                                 | 12.7 × 99 mm Browning M2HB митраљез |
| Катар                       | Не               |                                                                                       | 12.7 × 99 mm Browning M2HB митраљез |
| Румунија                    | Да               |                                                                                       | 12.7 × 99 mm Browning M2HB митраљез |
| Руанда                      | Не               |                                                                                       | 12.7 × 99 mm Browning M2HB митраљез |
| Саудијска Арабија           | Не               |                                                                                       | 12.7 × 99 mm Browning M2HB митраљез |
| Сенегал                     | Не               |                                                                                       | 12.7 × 99 mm Browning M2HB митраљез |
| Србија                      | Не               |                                                                                       | 12.7 × 99 mm Browning M2HB митраљез |
| Сингапур                    | Не               |                                                                                       | 12.7 × 99 mm Browning M2HB митраљез |
| Сомалија                    | Не               |                                                                                       | 12.7 × 99 mm Browning M2HB митраљез |
| Јужна Африка                | Не               | 12.7mm L4 Browning Machine Gun                                                        | 12.7 × 99 mm Browning M2HB митраљез |
| СССР                        | Не               | M2 AA variant, Lend-Lease, 3100 pieces                                                | 12.7 × 99 mm Browning M2HB митраљез |
| Шпанија                     | Да               | M2HB-QCB, M3M                                                                         | 12.7 × 99 mm Browning M2HB митраљез |
| Шведска                     | Не               | Kulspruta 88 (Ksp 88)                                                                 | 12.7 × 99 mm Browning M2HB митраљез |
| Швајцарска                  | Не               | mG 64                                                                                 | 12.7 × 99 mm Browning M2HB митраљез |
| Република Кина              | Не               |                                                                                       | 12.7 × 99 mm Browning M2HB митраљез |
| Тајланд                     | Не               |                                                                                       | 12.7 × 99 mm Browning M2HB митраљез |
| Того                        | Не               |                                                                                       | 12.7 × 99 mm Browning M2HB митраљез |
| Тонга                       | Не               |                                                                                       | 12.7 × 99 mm Browning M2HB митраљез |
| Тунис                       | Не               |                                                                                       | 12.7 × 99 mm Browning M2HB митраљез |
| Турска                      | Да               |                                                                                       | 12.7 × 99 mm Browning M2HB митраљез |
| УАЕ                         | Не               |                                                                                       | 12.7 × 99 mm Browning M2HB митраљез |
| Уједињено Краљевство        | Да               | L2A1                                                                                  | 12.7 × 99 mm Browning M2HB митраљез |
| Уједињено Краљевство        | Да               | L6, L6A1                                                                              | 12.7 × 99 mm Browning M2HB митраљез; даљинско оружје за тенковску цијев L7 од105 мм на тенку Centurion                                                   |
| Уједињено Краљевство        | Да               | L11, L11A1                                                                            | 12.7 × 99 mm Browning M2HB митраљез; даљинско оружје |
| Уједињено Краљевство        | Да               | L21A1                                                                                 | 12.7 × 99 mm Browning M2HB митраљез; даљински оружје за тенковску цијев од 120 мм на тенку Chieftain                                                     |
| Уједињено Краљевство        | Да               | L111A1                                                                                | 12.7 × 99 mm M2QCB митраљез |
| Уједињено Краљевство        | Да               | M3M                                                                                   | 12.7 × 99 mm FN Herstaj је направио надограђени М2 за употребу на Commando хеликоптерским снагама и другим јединицама као оружја на вратима хеликоптера. |
| САД                         | Да               | Browning Caliber .50 M2, M2HB, XM218/GAU-16, GAU-21                                   | 12.7 × 99 mm Browning M2HB митраљез |
| Уругвај                     | Не               |                                                                                       | 12.7 × 99 mm Browning M2HB митраљез |
| Венецуела                   | Не               |                                                                                       | 12.7 × 99 mm Browning M2HB митраљез |
| Јемен                       | Не               |                                                                                       | 12.7 × 99 mm Browning M2HB митраљез |
| Зимбабве                    | Не               |                                                                                       | 12.7 × 99 mm Browning M2HB митраљез |